# 極楽寺 (鎌倉市)
極楽寺（ごくらくじ）は、神奈川県鎌倉市極楽寺にある真言律宗の寺院である。霊鷲山感応院極楽律寺（りゅうじゅさん かんのういん ごくらくりつじ）と号する。本尊は釈迦如来。開基（創立者）は北条重時、開山は忍性である。
鎌倉市の西部、鎌倉七口の1つである極楽寺坂切通の近くにある、鎌倉では珍しい真言律宗の寺院である。僧忍性が実質的な開祖である。中世には子院49箇院を有する大寺院であった。また周辺の町名でもある。

## 歴史

### 草創
永禄4年（1561年）成立の『極楽寺縁起』によれば、当時はもと深沢（現・鎌倉市西部）にあった念仏系の寺院（開山は正永和尚）を、正元元年（1259年）、北条重時が当時地獄谷と呼ばれていた現在地に移したものであるという。ここに極楽寺が建てられたのは、現実には死骸が遺棄されたり、行き場を失った者たちが集まったりする「地獄」ともいうべき場所になっていたためとの指摘がある。北条重時は、北条義時（鎌倉幕府2代執権）の三男で、北条泰時（3代執権）の弟にあたる。重時は六波羅探題として17年間にわたり京都の最高責任者を務めた後に鎌倉に戻り、宝治元年（1247年）から鎌倉幕府の連署として5代執権北条時頼を補佐した。康元元年（1256年）には剃髪して仏門に入り、観覚と号している。弘長元年（1261年）に重時が没した後は、その子の北条長時（鎌倉幕府6代執権）ならびに北条業時が父の遺志を継いで、極楽寺の伽藍を整備したという。また、『極楽寺由緒沿革書』という別の縁起には永久年間（1113 - 1118年）、僧勝覚の創建とするなど、寺の起源には諸説あって必ずしも明らかでない。重時は「極楽寺殿」と称され、その系統は極楽寺流と呼ばれた。
史書『吾妻鏡』には、弘長元年（1261年）4月、北条重時が時の将軍・宗尊親王を「極楽寺新造山荘」に招き、笠懸（馬上から的を射る競技）を行ったとの記事があり、この時点での極楽寺の存在と重時との関係が確認できる。重時は同じ弘長元年の11月に没した。

### 忍性の入寺
極楽寺の実質的な開祖である忍性が当寺に入寺したのは文永4年（1267年）のこととされている（『忍性菩薩行状略頌』）。極楽寺の古絵図を見ると、往時の境内には施薬院、療病院、薬湯寮などの施設があり、医療・福祉施設としての役割も果たしていたことがわかる。
『吾妻鏡』によると、重時の3回忌法要は、弘長3年（1263年）極楽寺において西山浄土宗の僧である宗観房を導師として行われている。このことから、弘長3年の時点では極楽寺は浄土教系の寺院であり、忍性の入寺（文永4年・1267年）によって真言律宗に改宗したとする説がある。しかしながら、寺に伝わる仏具（五鈷鈴）に建長7年（1255年）の年記とともに「極楽律寺」の文字が見えることから、忍性の入寺以前に真言律宗寺院化していたと見る意見もある。
極楽寺は忍性の入寺から10年も経たない建治元年（1275年）に焼失するが、忍性自身によって再建された。最盛期の極楽寺には七堂伽藍に49箇院の子院が立ち並んでいたという。

### 荒廃と復興
徳治3年（1308年）にも火災で焼失。修復費用獲得のため、鎌倉幕府公認の下、正和4年（1315年）ごろ元へ交易船（寺社造営料唐船）が派遣され、極楽寺の僧侶円琳坊が同乗している。
元弘3年（1333年）には後醍醐天皇の綸旨を得て寺領を安堵（領有権の承認・確認）されるが、同年から翌年にかけて鎌倉幕府滅亡に伴う戦乱に巻き込まれ、損害を受けた。その後も度重なる火災により焼失と復興を繰り返す。
寺は応永32年（1425年）にも火災で焼失。永禄年間（1558 - 1570年）に当時の住職性善が中興するが、元亀2年（1571年）にも火災に遭っている。天正19年（1591年）には徳川家康より九貫五百文の朱印地が与えられた。
近世に入り、寛永10年（1633年）に極楽寺を訪れた沢庵宗彭は、当時の寺の様子について「壁は落ち、屋根は破れ、棟木はたわんでいる」と描写しており（『沢庵和尚鎌倉巡礼記』）、江戸時代初期には荒廃が進んでいたことがわかる。その後、明暦2年（1656年）には当時の住職恵性が再度中興した。天明5年（1785年）には、極楽寺の檀家と称名寺（現・横浜市金沢区にある真言律宗寺院）から、本山の西大寺に「後住決定願」という文書（もんじょ）が提出されている。これは、本山に対して、極楽寺の次の住職を派遣してほしいと願うものであり、当時の極楽寺が無住であったことが伺われる。
近代に入り、関東大震災（1923年）では本堂が倒壊するなどの大きな被害に遭った。現存の伽藍は山門が文久3年（1863年）の建立であるほか、近代の再興である。

## 境内

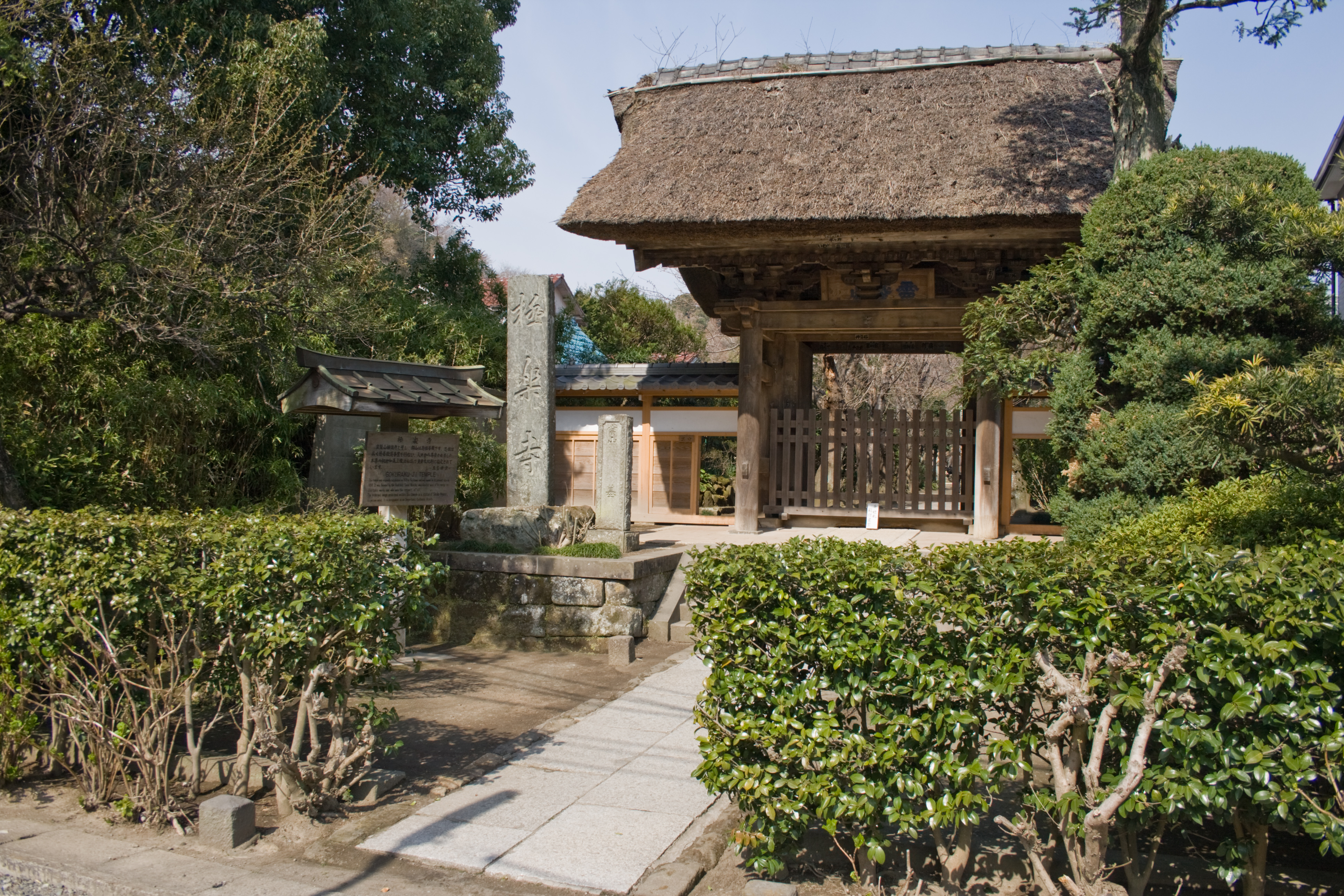
山門(2008年)

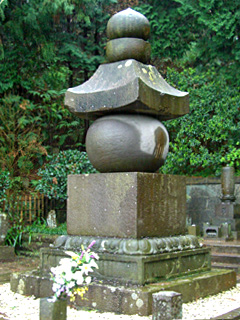
忍性塔

江ノ島電鉄極楽寺駅近くに茅葺きの山門があり、桜並木の参道を進んだ先には本堂、大師堂、転法輪殿（宝物館）、茶屋などが建つ。本堂前には忍性が薬作りに使ったとされる石鉢と石臼がある。本堂裏（西）には鎌倉市立稲村ケ崎小学校があるが、同校の校地が往時の極楽寺の中心伽藍のあった場所であるとされている。小学校の西側のグラウンドのさらに西には極楽寺の奥の院（墓地）があり、忍性塔と呼ばれる大型の五輪塔をはじめ、多くの石塔が立つ（北緯35度18分37.3秒 東経139度31分33秒 / 北緯35.310361度 東経139.52583度）。江戸期に作成された『極楽寺絵図』によれば最盛期には現在の極楽寺や小学校の建つ谷一帯が極楽寺の境内であった。そして現在江ノ電が走っている極楽寺川沿いの谷にはハンセン病患者など病者・貧者救済の施設があったと思われる。
- 本堂 - 須弥壇中央に不動明王坐像、向かって右に薬師如来坐像、左に文殊菩薩坐像を安置。堂内向かって右奥には忍性像、左奥には興正菩薩（叡尊）像を安置する。堂内は平素は非公開で、4月7日-9日のみ入堂できる。上記の諸仏のうち、文殊菩薩像は鎌倉時代の作である[5]。
- 忍性塔 - 極楽寺奥の院の墓地にある、高さ357センチメートルの大型の石造五輪塔。塔自体には銘記がないが、納置品から嘉元3年（1303年）頃の建塔とわかる。平素は非公開で、公開は4月8日のみ。
- 五輪塔（伝・忍公塔） - 忍性塔の向かって右方の墓地内に立つ石造五輪塔（非公開）。かつては北条重時の墓塔とされ、昭和2年（1927年）4月8日、国の史跡に指定された。しかし、昭和36年（1961年）の集中豪雨で塔が倒れた際の復旧工事に伴い、塔内から納置品が発見され、この石塔は極楽寺3世善願坊順忍と比丘尼禅忍の供養塔であることが判明した。これに伴い「北条重時墓」としての史跡指定は昭和37年（1962年）に解除された。

他に忍性塔の周囲には延慶3年（1310年）銘の五輪塔（重要文化財）や、北条重時の墓塔と伝える宝篋印塔などがある。

### 極楽寺絵図
現在、寺に江戸時代から伝わる「極楽寺境内絵図」について議論が行われている。鎌倉という東都建設の立役者であった忍性和尚が再建した当時の極楽寺は上に述べたように現在の境内より遥かに巨大なものであって、中央に奈良興福寺のような東・中央・西金堂が配置され、その上（北）に東寺のような伽藍があり、離れて左には室生寺・右には熊野本宮・熊野那智大社が配位されて、総じて奈良・京都を中心とした寺社を集約していて、さらに寺域の東には東大寺に相当する鎌倉大仏があった。これは元寇の第三波来襲の準備が伝えられている中、もし九州が占領されてその影響が瀬戸内海を通じて西日本全体が占領された場合に備えて、奈良・京都を含めた日本文化の粋を鎌倉の西域の極楽寺に集めて備えたという絵図の解釈である。

## 文化財

### 史跡
- 極楽寺境内・忍性墓
1927年、寺の西方にある「忍性墓」が国の史跡に指定された[8]。2008年、中世の遺構や地形を良好に残す旧境内中心部が追加指定され、指定名称が「極楽寺境内・忍性墓」に改められた[9]。同年中に、さらに追加指定をした[10]。

### 重要文化財
- 極楽寺忍性塔[11]
- 極楽寺五輪塔[12] - 高さ193cm。延慶3年（1310年）8月銘。
- 木造釈迦如来立像 - 極楽寺の本尊。台座内に永仁5年（1297年）の銘がある。京都・清凉寺の「三国伝来の霊像」と称される釈迦像を模した「清凉寺式釈迦如来像」と呼ばれる様式の像である。縄目状の頭髪や、胸部を露出せずに首のあたりまで被う衣の付け方、同心円状の衣文などに特色がある。秘仏で4月7日-9日のみ開扉される。
- 木造十大弟子立像 10躯 - 文永5年（1268年）の銘がある。
- 木造釈迦如来坐像 - 鎌倉時代。両手を胸前に挙げ転法輪印（説法印）を結ぶ、図像的に珍しい釈迦像で、変化に富んだ衣文や理知的な表情に時代の特色が現れている。近世の史料に本像は仏師善慶の作とあるが、善慶の銘のある兵庫県正福寺の薬師如来坐像とは作風が異なること、忍性が極楽寺に入寺したのは善慶の没後であることなどから、本像は善慶でなく息子の善春の作とする説もある[13]。
- 木造不動明王坐像 - 寺の創建より古い平安時代末期の作。本来極楽寺にあった像ではなく、島根県の勝達寺から大正5年（1916年）に移されたもの。
- 密教法具（五鈷鈴、五鈷杵、独鈷杵） - 五鈷鈴に建長7年（1255年）の銘がある。
- 忍性塔納置品 - 嘉元3年（1303年）
  - 金銅骨蔵器 1合
  - 銅骨蔵器 1合
- 五輪塔納置品 - 延慶4年（1311年）
  - 銅骨蔵器 1合[14] 壺形、極楽寺長老善願上人在銘
  - 金銅五輪塔 1基[14]比丘尼禅忍延慶四年二月八日他界在銘
  - 銅骨蔵器 1合[14] 筒形
  - 褐釉小壺 1口[14]
  - 黄釉小壺 1口[14]

## 札所

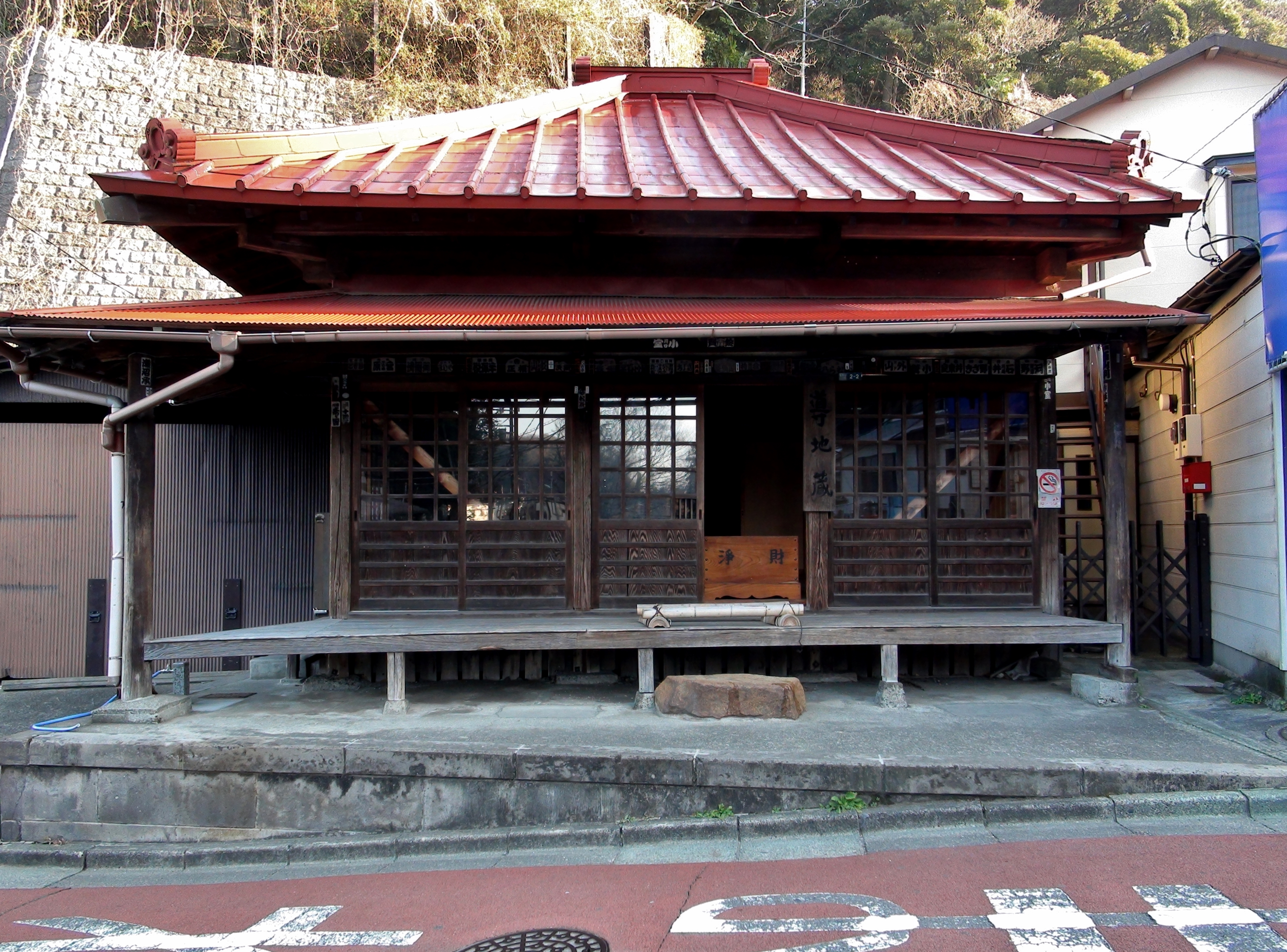
導地蔵堂（2016年1月24日撮影）

- 鎌倉三十三観音霊場 第22番（如意輪観世音菩薩）
- 鎌倉二十四地蔵尊霊場 第20番（導地蔵）・第21番（月影地蔵）
- 鎌倉十三仏霊場 第12番（大日如来）
- 東国花の寺百ヶ寺 鎌倉1番 サクラ

## 所在地・交通手段
- 住所 - 神奈川県鎌倉市極楽寺3-6-7
- 交通 - 江ノ島電鉄線極楽寺駅下車、徒歩2〜3分 駐車場なし
- 拝観 - 9:00-16:30、無料
  - 宝物殿は4月25日-5月25日、10月25日-11月25日の間の火・木・土・日曜のみ開館（10:00-16:00）。ただし、2019年6月から2年間の予定で長期休館中[15]。
  - 本尊釈迦如来立像は4月7日-9日のみ開扉。
  - 忍性塔は4月8日のみ公開。
  - 境内は撮影禁止。